# Wimborne Minster
Wimborne Minster è un paese di 14 884 abitanti della contea del Dorset, in Inghilterra. Prende il nome dalla sua chiesa.

## Monumenti e luoghi d'interesse
- Kingston Lacy, residenza del National Trust
  - Sebastiano del Piombo, Giudizio di Salomone

## Amministrazione

### Gemellaggi
- Valognes
- Ochsenfurt